# Stereo ★ Type A
Stereo ★ Type A (também escrito Stereo * Type A) é o segundo álbum de estúdio da dupla nipo-nova-iorquina Cibo Matto. Como a dupla se separou em 2001, foi seu último álbum antes da reunião em 2011.

## Background
Apesar de ter um forte foco em sons atmosféricos, ambientes e melódicos (particularmente em "Moonchild"), Stereo Type A também abrange uma ampla variedade de estilos, explorando o território do hip hop em "Sci-Fi Wasabi" e do heavy metal em "Blue Train". Além disso, "Clouds" e "Mortming" apresentam vocais fortemente processados com vocoder.
Em uma entrevista com a banda, a Barnes & Noble observou que o grupo estava se afastando das canções sobre comida, opinando que o álbum é "uma coleção diversa de faixas que inclui rocks com influência metal, pop com toques de lounge, hip hop incisivo — e apenas uma música sobre iguarias culinárias ('Sci-Fi Wasabi')."

Na mesma entrevista, Yuka comentou sobre o título do álbum:
Quando decidimos fazer este álbum, Miho e eu conversamos sobre muitas coisas que estavam em nossas cabeças: o que estava acontecendo ao nosso redor e como nos sentíamos com o que aconteceu com [a percepção de] Viva! La Woman.Ficamos três dias só sentadas conversando e conversando em vez de escrever música. E acabamos esbarrando muito nesse assunto: como temos que lidar com estereótipos o tempo todo, e como isso pode ser muito difícil, porque as pessoas que têm esses estereótipos nem sequer estão conscientes disso. 

## Lista de faixas
Todas as canções foram escritas pela dupla, com exceção de 'Lint of Love', coescrita por Duma Love, e 'Mortming', escrita por Dougie Bowne.
| Stereo ★ Type A |                        |         |  |
| N.º             | Título                 | Duração |  |
| 1.              | "Working for Vacation" | 3:15    |  |
| 2.              | "Spoon"                | 4:06    |  |
| 3.              | "Flowers"              | 2:59    |  |
| 4.              | "Lint of Love"         | 6:10    |  |
| 5.              | "Moonchild"            | 5:13    |  |
| 6.              | "Sci-Fi Wasabi"        | 3:43    |  |
| 7.              | "Clouds"               | 3:27    |  |
| 8.              | "Speechless"           | 4:32    |  |
| 9.              | "King of Silence"      | 4:55    |  |
| 10.             | "Blue Train"           | 5:21    |  |
| 11.             | "Sunday Part I"        | 3:19    |  |
| 12.             | "Sunday Part II"       | 3:38    |  |
| 13.             | "Stone"                | 3:17    |  |
| 14.             | "Mortming"             | 3:09    |  |

A versão japonesa inclui as faixas bônus "Backseat" e "Country". 